# Úrhida, Fejér
Úrhida  este un sat în districtul Székesfehérvár, județul Fejér, Ungaria, având o populație de 2.379 de locuitori (2011). 

## Demografie
Componența etnică a satului Úrhida
     Maghiari (97,04%)
     Germani (1,24%)
     Necunoscut (1,28%)
     Alții (0,44%)
Componența confesională a satului Úrhida
     Romano-catolici (40,52%)
     Fără religie (19,84%)
     Reformați (5,72%)
     Atei (1,56%)
     Luterani (1,09%)
     Necunoscută (30,6%)
     Alte religii (3,49%)
Conform recensământului din 2011, satul Úrhida avea 2.379 de locuitori. Din punct de vedere etnic, majoritatea locuitorilor (97,04%) erau maghiari, cu o minoritate de germani (1,24%). Apartenența etnică nu este cunoscută în cazul a 1,28% din locuitori. Nu există o religie majoritară, locuitorii fiind romano-catolici (40,52%), persoane fără religie (19,84%), reformați (5,72%), atei (1,56%) și luterani (1,09%). Pentru 30,6% din locuitori nu este cunoscută apartenența confesională.